# هيرمان ديفيس
هيرمان ديفيس (بالإنجليزية: Herman Davis)‏ هو عسكري أمريكي، ولد في 3 يناير 1888 في مانيلا في الولايات المتحدة، وتوفي في 5 يناير 1923 في ممفيس في الولايات المتحدة بسبب سل.